# Listă de localități din raionul Ștefan Vodă
Această listă conține satele și orașele din raionul Ștefan Vodă, Republica Moldova.
| Denumire        | oraș / centru de comună / sat |
| --------------- | ----------------------------- |
| Alava           | centru de comună              |
| Antonești       | sat (comună)                  |
| Brezoaia        | sat (comună)                  |
| Carahasani      | sat (comună)                  |
| Căplani         | sat (comună)                  |
| Cioburciu       | sat (comună)                  |
| Copceac         | sat (comună)                  |
| Crocmaz         | sat (comună)                  |
| Ermoclia        | sat (comună)                  |
| Feștelița       | sat (comună)                  |
| Lazo            | sat în comuna Alava           |
| Marianca de Jos | sat (comună)                  |
| Olănești        | sat (comună)                  |
| Palanca         | sat (comună)                  |
| Popeasca        | sat (comună)                  |
| Purcari         | centru de comună              |
| Răscăieți       | centru de comună              |
| Răscăieții Noi  | sat în comuna Răscăieți       |
| Semionovca      | sat (comună)                  |
| Slobozia        | sat (comună)                  |
| Ștefan Vodă     | oraș, reședință de raion      |
| Ștefănești      | sat (comună)                  |
| Talmaza         | sat (comună)                  |
| Tudora          | sat (comună)                  |
| Viișoara        | sat în comuna Purcari         |
| Volintiri       | sat (comună)                  |